# Otapy
Otapy – kolonia wsi Kiersnówek, w Polsce położona w województwie podlaskim, w powiecie bielskim, w gminie Brańsk. Leży nad Nurcem dopływem Bugu.
W okresie II Rzeczypospolitej ówczesna osada leżała w gminie Łubin.
W latach 1975–1998 miejscowość administracyjnie należała do województwa białostockiego.
Według Powszechnego Spisu Ludności z 1921 roku osadę zamieszkiwały 3 osoby wyznania mojżeszowego, zadeklarowali polską przynależność narodową. Był tu jeden budynek mieszkalny.
Wierni kościoła rzymskokatolickiego należą do parafii Wniebowzięcia Najświętszej Maryi Panny w Brańsku.